# メリッサ・フランクリン
メリッサ・ジャネット・"ミッシー"・フランクリン（Melissa Jeanette "Missy" Franklin、1995年5月10日 - ）は、アメリカ合衆国の女子競泳選手。通称"ミッシー"（Missy）。また、"ミサイル・ミッシー"（Missile Missy）とも呼ばれる。身長185cm、体重75kg。

## 来歴
両親がカナダ人で、ミッシー自身もアメリカとカナダの二重国籍を持つ。
コロラド州センテニアル市（オーロラ付近）のRegis Jesuit高校に在学中。2012年8月に12年生になり、2013年に卒業の見込み。
2012年ロンドンオリンピック参加以前より多数の宣伝契約を持ちかけられており、その総額は推定数百万ドルに上るが、高校・大学の公式競技への参加資格を維持するため、全て断っており、競技賞金も一切受け取っていない。

### ロンドンオリンピック

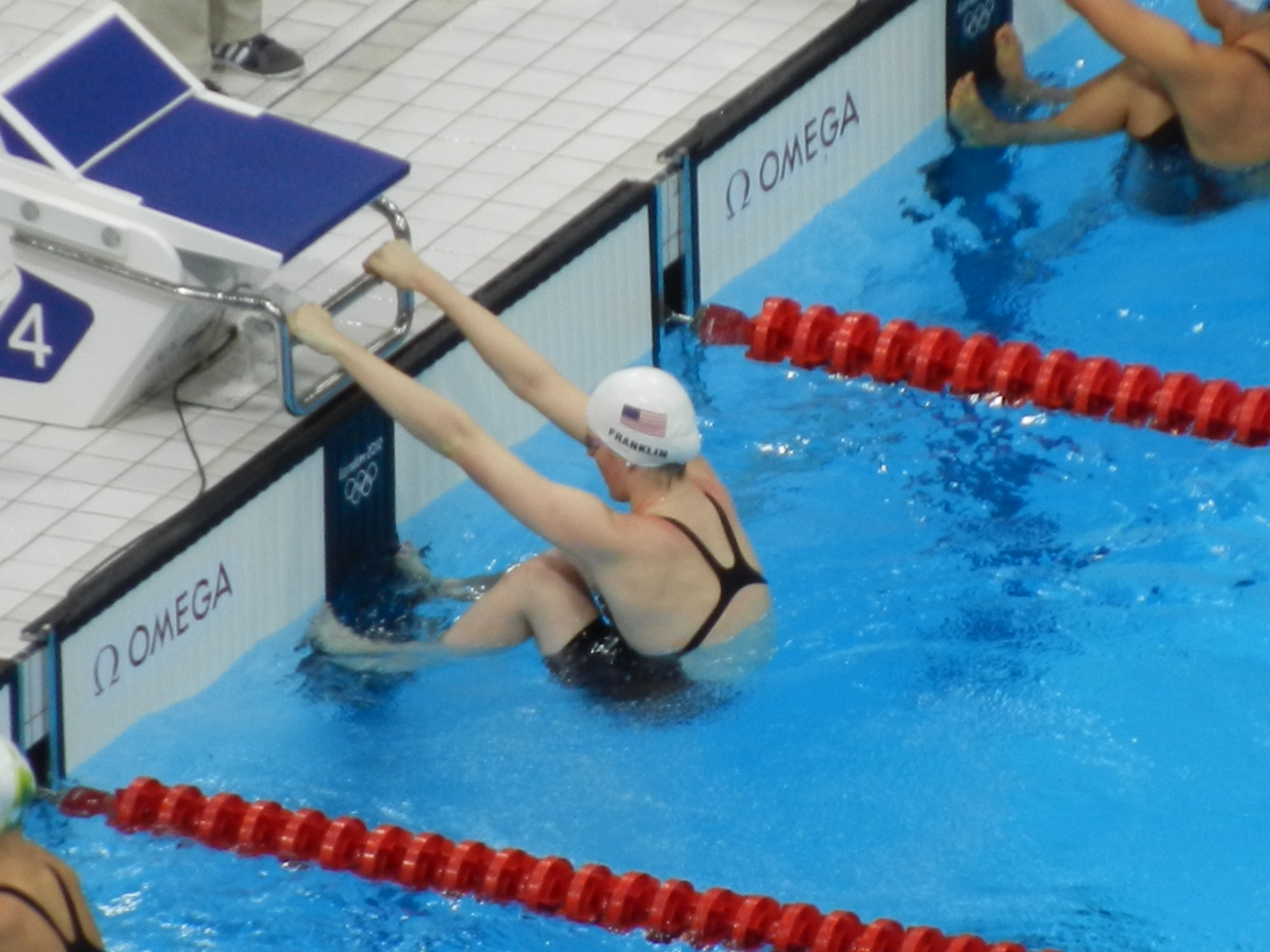

オリンピック初参加となったロンドンオリンピック開始時、オーロラで起きたばかりの銃乱射事件について尋ねられ、「故郷に明るいニュースをもたらしたい」「全ての競技を故郷コロラドに捧げる」などと答えた。
7月28日（競技初日）、4x100mフリーリレーで銅メダルを獲得。同日、100m背泳ぎ（個人）で金メダルを獲得。
その後、200m背泳ぎ（個人）で世界新記録となる2分04秒06を出して金メダルを獲得。また、4x100mメドレーリレーと4x200mフリーリレーでも金メダルを獲得し、1つの大会で合計5個のメダル獲得となった。ちなみに、オリンピック・メダルには賞金が付随しており、金は25000ドル、銀は15000ドル、銅は10000ドルとなっているが、ミッシーの場合、前述のようにアマチュア資格を維持するため、賞金は辞退した。
なお、オリンピック開催中、NBCの現場インタビューなどで「ジャスティン・ビーバーのファン」と公言していたところ、最初の金メダル獲得後に当のジャスティンやテイラー・スウィフトらから「おめでとう」というTwitterメッセージが届いた。また、数日後、ちょうど休暇中だというジャスティンから、弟と一緒に撮ったビデオ・メッセージも届けられた。

#### 凱旋インタビュー
2012年8月15日深夜放送の『ザ・トゥナイト・ショー・ウィズ・ジェイ・レノ』（NBC系列）で凱旋インタビューが行われた（収録は同日の昼間）。
以下、同インタビューより抜粋（他の項目ですでに述べていることは省略）。
- カリフォルニア州パサデナ市[22]で生まれ、2歳の時にコロラドに引っ越した。カナダ国籍も持っているが、アメリカで生まれてアメリカで育ったので、祖国はアメリカ。カナダ代表としてオリンピックに参加することは検討もしなかった。
- ロンドンオリンピックでの競泳中、プールの水の中からも歓声がよく聞こえた。自分の場合、歓声があった方が速く泳げる。
- 5個のメダルの中の1つだけが銅だが、最初のメダルなのでとても気に入っている。
- ロンドンオリンピック以降、スポンサー契約のオファーがさらに激化しており、断るのが難しくなってきているが、NCAAの競技に大学チームの一員として参加するという長年の希望をかなえるため、プロ転向はしない。競泳は孤独なスポーツだと思われがちだが、チームスポーツとしての面も大いにあり、そういう仲間は一生の友人になる。
- 翌日から始まる12年生[7][8][5]の授業は、英語（英文学と作文）、経済学、哲学、上級ダンスなど。特に楽しみにしているのは法科学で、『CSI:マイアミ』のホレイショ・ケインになりきるつもり[23]。
- この秋、いくつかの大学を訪れる予定。
- トレーニングは1か月ほど休んでから再開する予定。リオデジャネイロオリンピックのことは、今は念頭にない。

2012年〜2016年（ロンドン五輪以降〜リオ五輪）
リオデジャネイロオリンピックに出場したが200m自由形と200m背泳ぎで準決勝敗退に終わった。予選のみを泳いだ4×200mのフリーリレーでは金メダルを獲得した。
2016年以降（リオ五輪以降）
2018年、リオオリンピックの数ヶ月前にうつ病の診断をうけていたことを告白した。
現在は東京オリンピック出場も視野に入れてトレーニングを続けている。

## 主な出演作品
| 公開年 | 邦題 原題                                        | 役名   | 備考                                                                    |
| ------ | ------------------------------------------------ | ------ | ----------------------------------------------------------------------- |
| 2013   | プリティ・リトル・ライアーズ Pretty Little Liars | 本人役 | シーズン3「永遠の絆」(原題 : Will the Circle Be Unbroken?) にゲスト出演 |